# 成底ゆう子
成底 ゆう子（なりそこ ゆうこ、1975年12月11日- ）は、沖縄県石垣市出身のシンガーソングライター。

## 概要
オペラ歌手を目指して声楽を学び、澄んだ伸びやかな美声を持つシンガーソングライター。森繁久彌が歌声に惚れ、「21世紀に託した歌姫」と称した。ライブではピアノの弾き語りスタイルを採っている。
2009年に日本テレビ『誰も知らない泣ける歌』で作詞・作曲した「ふるさとからの声」が取り上げられ、スタジオで歌う。放送直後、「iTunes」歌謡曲部門でダウンロード1位、収録アルバムもアルバム部門で1位を記録。音楽配信サイト「mF247」の総合チャートで、30週連続して楽曲がベスト10入りするなど、注目を集めて35歳でメジャーデビューした。これまでにアルバム6枚、シングル5枚をリリース。台湾でもオムニバスアルバム『島ぬ風（島國之風）』が発売されている。
ラジオ番組のパーソナリティーとしてNACK5の『The Nutty Radio Show 鬼玉』、FMいしがきサンサンラジオの『成底ゆう子　みーふぁいゆー』を担当したほか、bayfm78の『おーりとーり生まり島』（水曜 22:30〜）を2年間担当した。沖縄アクセントでの語り口が特徴的。
2016年8月から「ゆんたくしnight」と称する定期ライブを東京で行っている。この他、ディナーショー、沖縄関連イベント等のライブ活動、ラジオ出演などを行う傍ら、Ustreamでもトーク番組『成底ゆう子トークでライブ』を不定期に配信し、歌声や活動情報を紹介している。

## 経歴
- 1975年12月11日 - 沖縄県石垣市宮良村生まれ。小学校入学前からピアノを習い、高校では合唱部員やバンドのキーボード奏者として活躍、きいやま商店のメンバーもバンド仲間で、この頃から曲作りを始める。
- オペラ歌手を志して、武蔵野音楽大学に進学[4]。卒業後、イタリアの歌劇団に入団する[5]も、端役しか取れず挫折[1]。帰国後はライブハウスを中心にソロ活動。
- 2002年11月21日 - 自作の楽曲「幻の花」がオムニバスアルバム『EVER POP/NEXT BREAK~ALL SEASON LADY’S VOCAL COLLECTION』に収録される。
- 2004年2月14日 - アルバム『詩色』リリース。
- 2006年9月6日 - アルバム『DEIGO』リリース。
- 2007年1月23日 - シングル『里景色』リリース。
- 2007年1月-3月 - NACK5のラジオ番組『The Nutty Radio Show 鬼玉』のパーソナリティーを担当。
- 2007年2月23日 - 「里景色」を挿入歌とするDVD『森繁久彌の霜夜狸』（文部科学省選定映像作品・日本PTA全国協議会推薦作品）がジェネオンエンタテインメントからリリース[6]。
- 2007年9月1日 - NHK『みんなの童謡』で「埴生の宿」を歌う。
- 2008年2月1日 - 「西表石垣国立公園」をテーマにした沖縄限定シングル『美ら島』リリース。
- 2008年3月26日 - アルバム『この地球(HOSHI)に生まれて』リリース。
- 2009年3月10日 - 日本テレビ『誰も知らない泣ける歌』で、「ふるさとからの声」を歌う。
- 2009年11月5日 - FMいしがきサンサンラジオで毎週木曜日午前10時から30分のレギュラー番組『成底ゆう子　みーふぁいゆー』(石垣方言でありがとうの意)がスタート。
- 2010年11月10日 - シングル『ふるさとからの声』でキングレコードからメジャーデビュー。
- 2011年7月6日 - メジャー初のアルバム『宝〜TAKARA〜』リリース。
- 2012年7月25日 - メジャーシングル2作目『溢れる愛のはじまり』をリリース。
- 2012年12月5日 - アルバム『ポークたまご』リリース。
- 2013年5月15日 - 台湾風雲唱片（Guts Records）よりオムニバスアルバム『島ぬ風（島國之風）』リリース。
- 2013年5月22日 - メジャーシングル3作目『伝え歌』リリース。
- 2014年4月23日 - アルバム『生まり島』リリース。
- 2014年10月8日 - bayfm78『おーりとーり生まり島』放送開始。(2016年9月28日まで)
- 2016年2月1日 -  NHK『みんなのうた』2月、3月のうた「おばあのお守り」放送開始。
- 2016年2月3日 - アルバム『ナリシカー』リリース。
- 2016年8月26日 - シリーズライブ「ゆんたくしnight」第1回を渋谷で開催。

## ディスコグラフィ

### アルバム
|      | 発売日        | タイトル                 | 規格品番  | 収録曲 | 備考 |
| ---- | ------------- | ------------------------ | --------- | --- | ---- |
| 1st  | 2004年2月14日 | 詩色                     | HTHT-8    | 1. 選ばれし者 2. I'll be wating for you 3. 霧雨 4. 秋色は満月の恋 5. white 6. けもの達の唄 |      |
| 2nd  | 2006年9月6日  | DEIGO                    | MFDS-9004 | 1. 真っ赤なデイゴの咲く小径 2. 風灯り 3. てぃんがーら 4. 秋色は満月の恋 5. 涙 6. 想い人、母よ 7. 月ぬ美しゃ |      |
| 3rd  | 2008年3月26日 | この地球に生まれて       | NECP-1004 | 1. この地球(HOSHI)に生まれて 2. ふるさとからの声 3. 愛のカケラ 4. 心の花 5. 涙泉（るいせん） 6. 美ら島(ちゅらしま) 7. 知床旅情 |      |
| 4th  | 2011年7月6日  | 宝〜TAKARA〜             | KICS-1677 | 1. 宮良橋節〜えんどうの花 2. 真っ赤なデイゴの咲く小径 3. ダイナミック琉球 4. 想(うむ)い人、母よ 5. ふるさとからの声 6. パイヌカジ 7. 命を超えて 8. ふるさとからの声（インストゥルメンタル） |      |
| 5th  | 2012年12月5日 | ポークたまご             | KICS-1845 | 1. 伝え歌 - 沖縄テレビ放送「飲酒運転根絶キャンペーン」テーマソング。 2. 五穀豊穣 3. あの海へ帰りたい 4. 溢れる愛のはじまり - 朝日放送『たけしの健康エンターテインメント!みんなの家庭の医学』エンディングテーマ。 5. あなたにありがとう 6. あの人の、あの言葉 - ニッポン放送『小倉淳の早起きGoodDay!』テーマ曲、日本ガス協会CMソング。 7. よろこびのうた 8. ふるさとからの声（アコースティック・ギターver.） |      |
| 6th  | 2014年4月23日 | 生まり島                 | KICS-3044 | 1. 赤田首里殿内(あかたすんどぅんち) 2. 生まり島 3. ファムレウタ(子守唄) 4. 涙そうそう 5. ダイナミック琉球〜single remix〜 6. 島唄 7. さとうきび畑 8. 花〜すべての人のこころに花を 9. 童神〜ヤマトグチ〜 |      |
| 7th  | 2016年2月3日  | ナリシカー               | KICS-3342 | 1. おばあのお守り - NHK『みんなのうた』2016年2月、3月放送。 2. 島人ぬ宝 3. 日和山公園 4. さくら道 5. やいま(八重山) 6. おーりとーり生まり島 7. 三線の花 8. 砂に書いたラブレター 9. ハンモックに揺られながら - 朝日放送『朝だ!生です旅サラダ』エンディングテーマ。 10. ぼくのたからもの |      |
| Best | 2020年3月11日 | ダイナリズム～琉球の風～ | KICX-1111 | 1. いちまでぃん 2. 風になれ 3. あやぱに 4. 道標の詩 5. ダイナミック琉球 ～応援バージョン～ 6. 母 7. 真っ赤なデイゴの咲く小径 8. 伝え歌(album version) 9. 生まり島 10. この地球に生まれて 11. 日和山公園 12. おばあのお守り 13. パイヌカジ 14. ふるさとからの声 15. 砂に書いたラブレター 16. 風灯り |      |

### シングル
|     | 発売日         | タイトル                                              | 規格品番   | 収録曲 | 備考                                 |
| --- | -------------- | ----------------------------------------------------- | ---------- | --- | ------------------------------------ |
| 1st | 2007年1月23日  | 里景色                                                |            | CD 1. 里景色 DVD 1. 『森繁久彌の霜夜狸』 | ライブ会場限定                       |
| 2nd | 2008年2月1日   | 美ら島                                                |            | 1. 美ら島（ちゅらしま） 2. 知床旅情 | 沖縄限定                             |
| 3rd | 2010年11月10日 | ふるさとからの声                                      | KICM-30315 | 1. ふるさとからの声 2. 知床旅情 3. この地球(HOSHI)に生まれて 4. 里景色 | メジャーデビュー作 オリコン最高164位 |
| 4th | 2012年7月25日  | 溢れる愛のはじまり                                    | KICM-30449 | 1. 溢れる愛のはじまり 2. 永遠の微笑み 3. 蕾 4. 溢れる愛のはじまり （インストゥルメンタル） |                                      |
| 5th | 2013年5月22日  | 伝え歌                                                | KICM-30501 | 1. 伝え歌 - 沖縄テレビ放送「飲酒運転根絶キャンペーン」テーマソング。 2. ダイナミック琉球～single remix～ 3. 伝え歌（album version） 4. 月＜Bonus track＞ |                                      |
| 6th | 2018年2月21日  | ダイナミック琉球～応援バージョン～                    | KICM-30845 | 1. ダイナミック琉球～応援バージョン～ 2. ファムレウタ(子守唄) 3. 光 4. 雨ノチ晴レ 5. ダイナミック琉球～応援バージョン～Radio mix 6. ダイナミック琉球～応援バージョン～(Instrumental) |                                      |
|     | 2013年5月22日  | ダイナミック琉球 ～応援バージョン～【歌おう踊ろう盤】 | KIZM-611/2 | 1. ダイナミック琉球 ～応援バージョン～ 2. ダイナミック琉球 ～キッズバージョン～ 3. 読みかけの本 4. ハイサイおじさん 5. ダイナミック琉球 ～応援バージョン～(ダンス用) 6. ダイナミック琉球 ～応援バージョン～(イントロ付きカラオケ) DVD 1. ダイナミック琉球 ～応援バージョン～(ミュージックビデオ)<スクール編> |                                      |

### 配信限定シングル
| 発売日       | タイトル | 備考                     |
| ------------ | -------- | ------------------------ |
| 2022年5月1日 | 心の場所 | オキコパンイメージソング |

### 参加作品

#### CD
- オムニバスアルバム『EVER POP ~ NEXT BREAK ~ ALL SEASON LADY’S VOCAL COLLECTION』（2002年11月21日）

M5.「幻の花」収録。
他に岡北有由、柳田久美子、柴草玲、代田幸子、倉橋ヨエコ、イズミカワソラ、高岡奈央、坂本麗衣、笹川美和。
- オムニバスカバーアルバム『女性ポップス“新"黄金時代〜甦る名曲カバー集〜』（2013年11月27日、キング KICX-893）

M2.「涙そうそう」、M3.「ハナミズキ」、M4.「千の風になって」収録。
他に青木美保、市川由紀乃、井上由美子、オルリコ、山本あき。
- オムニバスカバーアルバム『あの頃ソングス』（2015年12月9日、キング KICX-958）

M3.「黄昏のビギン」、M15.「あの鐘を鳴らすのはあなた」、M16.「秋桜」、M17.「長い間」収録。
他にオルリコ、桜式部、アンサンブル・プラチナ。

#### DVD
- 『森繁久彌の霜夜狸』（文部科学省選定映像作品・日本PTA全国協議会推薦作品、挿入歌・イメージソング「里景色」2007年2月23日、ジェネオンエンタテインメントからリリース）
- 『キングDVDカラオケHit 4』（2010年11月10日、キング KIBK-60、4. 「ふるさとからの声」収録。本人出演カラオケ。他に市川由紀乃、香田晋、椎名佐千子）
- 『キングDVDカラオケHit 4』（2011年9月21日、キング KIBK-72、4. 「真っ赤なデイゴの咲く小径」収録。本人出演カラオケ。他に秋元順子、真木柚布子、岡ゆう子）
- 『キングDVDカラオケHit 4』（2013年8月7日、キング KIBK-95、3. 「伝え歌」収録。本人出演カラオケ。他に大月みやこ、角川博、岩出和也）
- 『キングDVDカラオケHit 4』（2016年2月10日、キング KIBK 130、4. 「おばあのお守り」収録。本人出演カラオケ。他に角川博、岩本公水、山本あき）

## ミュージックビデオ
| 監督        | 曲名                                                                                             |
| 飯塚(S)充洋 | 「ふるさとからの声」                                                                             |
| 緒方達郎    | 「おばあのお守り」 NHKみんなのうた 放送作品                                                      |
| 不明        | 「ダイナミック琉球」 「真っ赤なデイゴの咲く小径」 「伝え歌」 「溢れる愛のはじまり」 「生まり島」 |